# Rasm Szaukan
Rasm Szaukan – wieś w Syrii, w muhafazie Aleppo, w dystrykcie As-Safira. W 2004 roku liczyła 63 mieszkańców.